# Tunisie aux Jeux olympiques
La présence de la Tunisie aux Jeux olympiques d'été remonte aux Jeux de 1960. Depuis, les délégations tunisiennes ont participé à seize éditions et remporté 18 médailles.
La Tunisie n'a pas encore pris part aux Jeux olympiques d'hiver.

## Histoire
La Tunisie n'a pas participé aux Jeux olympiques d'été à deux occasions.
Elle fait partie des 22 pays africains qui boycottent les Jeux olympiques d'été de 1976 pour protester contre la participation de la Nouvelle-Zélande dont l'équipe nationale de rugby vient de faire une tournée en Afrique du Sud (où règne alors l'apartheid) ; les athlètes participent aux Jeux olympiques du 18 au 20 juillet avant de s'en retirer.
De plus, elle ne participe pas aux Jeux olympiques d'été de 1980 à la suite du boycott lancé à l'initiative des États-Unis.

## Bilan général

### Total des médailles
Au terme des Jeux olympiques d'été de 2024, la Tunisie totalise 18 médailles (six médailles d'or, quatre médailles d'argent et huit médailles de bronze) en seize participations.
|          |   |   |   | T  |
| -------- | - | - | - | -- |
| JO d'été | 6 | 4 | 8 | 18 |

### Bilan des participations
La première participation de la Tunisie remonte à l'édition de 1960 à Rome, et le pays participe depuis d'une manière ininterrompue aux compétitions si l'on exclut son retrait volontaire à Montréal en 1976 suivi du boycott des jeux de 1980 à Moscou.
La participation la plus prolifique est celle des jeux de Londres en 2012 avec deux médailles d'or et une de bronze, suivie de l'édition de 2016 à Rio de Janeiro avec trois bronzes.
Son meilleur classement reste encore à ce jour, la 28e place obtenue à Mexico en 1968.
| Édition             | Athlètes                  | Or                                                | Argent                                            | Bronze                                            | Total                                             | Rang                                              |
| ------------------- | ------------------------- | ------------------------------------------------- | ------------------------------------------------- | ------------------------------------------------- | ------------------------------------------------- | ------------------------------------------------- |
| 1960 Rome           | 42                        | 0                                                 | 0                                                 | 0                                                 | 0                                                 | -                                                 |
| 1964 Tokyo          | 9                         | 0                                                 | 1                                                 | 1                                                 | 2                                                 | 29                                                |
| 1968 Mexico         | 7                         | 1                                                 | 0                                                 | 1                                                 | 2                                                 | 28                                                |
| 1972 Munich         | 35                        | 0                                                 | 1                                                 | 0                                                 | 1                                                 | 33                                                |
| 1976 Montréal       | 15                        | Retrait à la suite de l'appel africain au boycott | Retrait à la suite de l'appel africain au boycott | Retrait à la suite de l'appel africain au boycott | Retrait à la suite de l'appel africain au boycott | Retrait à la suite de l'appel africain au boycott |
| 1980 Moscou         | Boycott olympique de 1980 | Boycott olympique de 1980                         | Boycott olympique de 1980                         | Boycott olympique de 1980                         | Boycott olympique de 1980                         | Boycott olympique de 1980                         |
| 1984 Los Angeles    | 23                        | 0                                                 | 0                                                 | 0                                                 | 0                                                 | -                                                 |
| 1988 Séoul          | 41                        | 0                                                 | 0                                                 | 0                                                 | 0                                                 | -                                                 |
| 1992 Barcelone      | 13                        | 0                                                 | 0                                                 | 0                                                 | 0                                                 | -                                                 |
| 1996 Atlanta        | 51                        | 0                                                 | 0                                                 | 1                                                 | 1                                                 | 71                                                |
| 2000 Sydney         | 47                        | 0                                                 | 0                                                 | 0                                                 | 0                                                 | -                                                 |
| 2004 Athènes        | 54                        | 0                                                 | 0                                                 | 0                                                 | 0                                                 | -                                                 |
| 2008 Pékin          | 28                        | 1                                                 | 0                                                 | 0                                                 | 1                                                 | 52                                                |
| 2012 Londres        | 83                        | 2                                                 | 0                                                 | 1                                                 | 3                                                 | 35                                                |
| 2016 Rio de Janeiro | 61                        | 0                                                 | 0                                                 | 3                                                 | 3                                                 | 75                                                |
| 2020 Tokyo          | 63                        | 1                                                 | 1                                                 | 0                                                 | 2                                                 | 58                                                |
| 2024 Paris          | 26                        | 1                                                 | 1                                                 | 1                                                 | 3                                                 | 52                                                |

### Chronologie des médailles
| Édition             | Sport      | Épreuve                 | H/F | Médaille                            | Athlète                 |
| ------------------- | ---------- | ----------------------- | --- | ----------------------------------- | ----------------------- |
| 1964 Tokyo          | Athlétisme | 10 000 m mètres         | H   | Médaille d'argent, Jeux olympiques  | Mohammed Gammoudi       |
| 1964 Tokyo          | Boxe       | Super-légers (-63,5 kg) | H   | Médaille de bronze, Jeux olympiques | Habib Galhia            |
| 1968 Mexico         | Athlétisme | 5 000 m mètres          | H   | Médaille d'or, Jeux olympiques      | Mohammed Gammoudi       |
| 1968 Mexico         | Athlétisme | 10 000 m mètres         | H   | Médaille de bronze, Jeux olympiques | Mohammed Gammoudi       |
| 1972 Munich         | Athlétisme | 5 000 m mètres          | H   | Médaille d'argent, Jeux olympiques  | Mohammed Gammoudi       |
| 1996 Atlanta        | Boxe       | Super-légers (-63,5 kg) | H   | Médaille de bronze, Jeux olympiques | Fathi Missaoui          |
| 2008 Pékin          | Natation   | 1 500 m nage libre      | H   | Médaille d'or, Jeux olympiques      | Oussama Mellouli        |
| 2012 Londres        | Athlétisme | 3 000 m steeple         | F   | Médaille d'or, Jeux olympiques      | Habiba Ghribi           |
| 2012 Londres        | Natation   | 10 km eau libre         | H   | Médaille d'or, Jeux olympiques      | Oussama Mellouli        |
| 2012 Londres        | Natation   | 1 500 m nage libre      | H   | Médaille de bronze, Jeux olympiques | Oussama Mellouli        |
| 2016 Rio de Janeiro | Escrime    | Fleuret                 | F   | Médaille de bronze, Jeux olympiques | Inès Boubakri           |
| 2016 Rio de Janeiro | Lutte      | -58 kg                  | F   | Médaille de bronze, Jeux olympiques | Marwa Amri              |
| 2016 Rio de Janeiro | Taekwondo  | -80 kg                  | H   | Médaille de bronze, Jeux olympiques | Oussama Oueslati        |
| 2020 Tokyo          | Natation   | 400 m nage libre        | H   | Médaille d'or, Jeux olympiques      | Ahmed Hafnaoui          |
| 2020 Tokyo          | Taekwondo  | -58 kg                  | H   | Médaille d'argent, Jeux olympiques  | Mohamed Khalil Jendoubi |
| 2024 Paris          | Escrime    | Sabre individuel        | H   | Médaille d'argent, Jeux olympiques  | Farès Ferjani           |
| 2024 Paris          | Taekwondo  | -58 kg                  | H   | Médaille de bronze, Jeux olympiques | Mohamed Khalil Jendoubi |
| 2024 Paris          | Taekwondo  | -80 kg                  | H   | Médaille d'or, Jeux olympiques      | Firas Katoussi          |

## Sports

### Médailles par discipline
Alors que la natation est à ce jour le sport le plus prolifique en médailles (trois en or, et une en bronze), l'athlétisme est celui qui a rapporté le plus de récompenses aux sportifs tunisiens (cinq médailles).
| Rang  | Discipline | Or | Argent | Bronze | Total |
| ----- | ---------- | -- | ------ | ------ | ----- |
| 1     | Natation   | 3  | 0      | 1      | 4     |
| 2     | Athlétisme | 2  | 2      | 1      | 5     |
| 3     | Taekwondo  | 1  | 1      | 2      | 4     |
| 4     | Escrime    | 0  | 1      | 1      | 2     |
| 5     | Boxe       | 0  | 0      | 2      | 2     |
| 6     | Lutte      | 0  | 0      | 1      | 1     |
| Total | Total      | 6  | 4      | 8      | 18    |

## Athlètes tunisiens

### Médaillés tunisiens

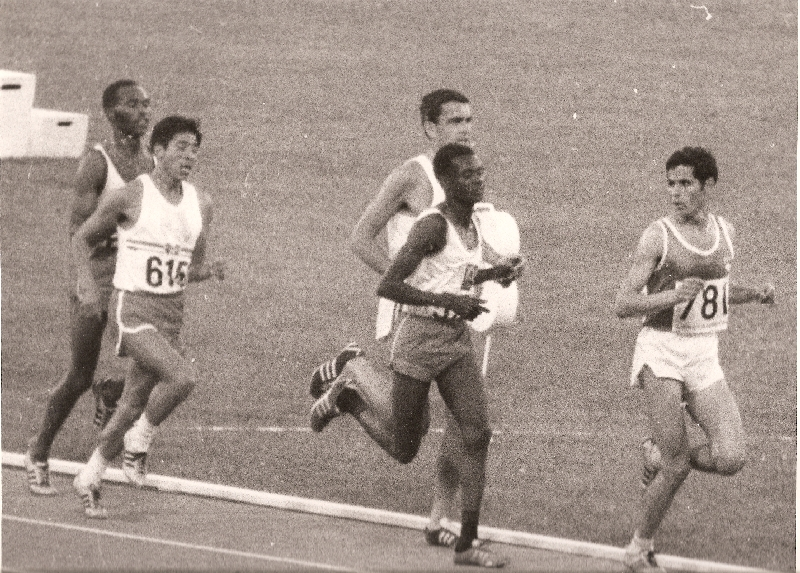
Finale du 5000 mètres aux Jeux olympiques d'été de 1968 voyant Mohammed Gammoudi remporter la médaille d'or.

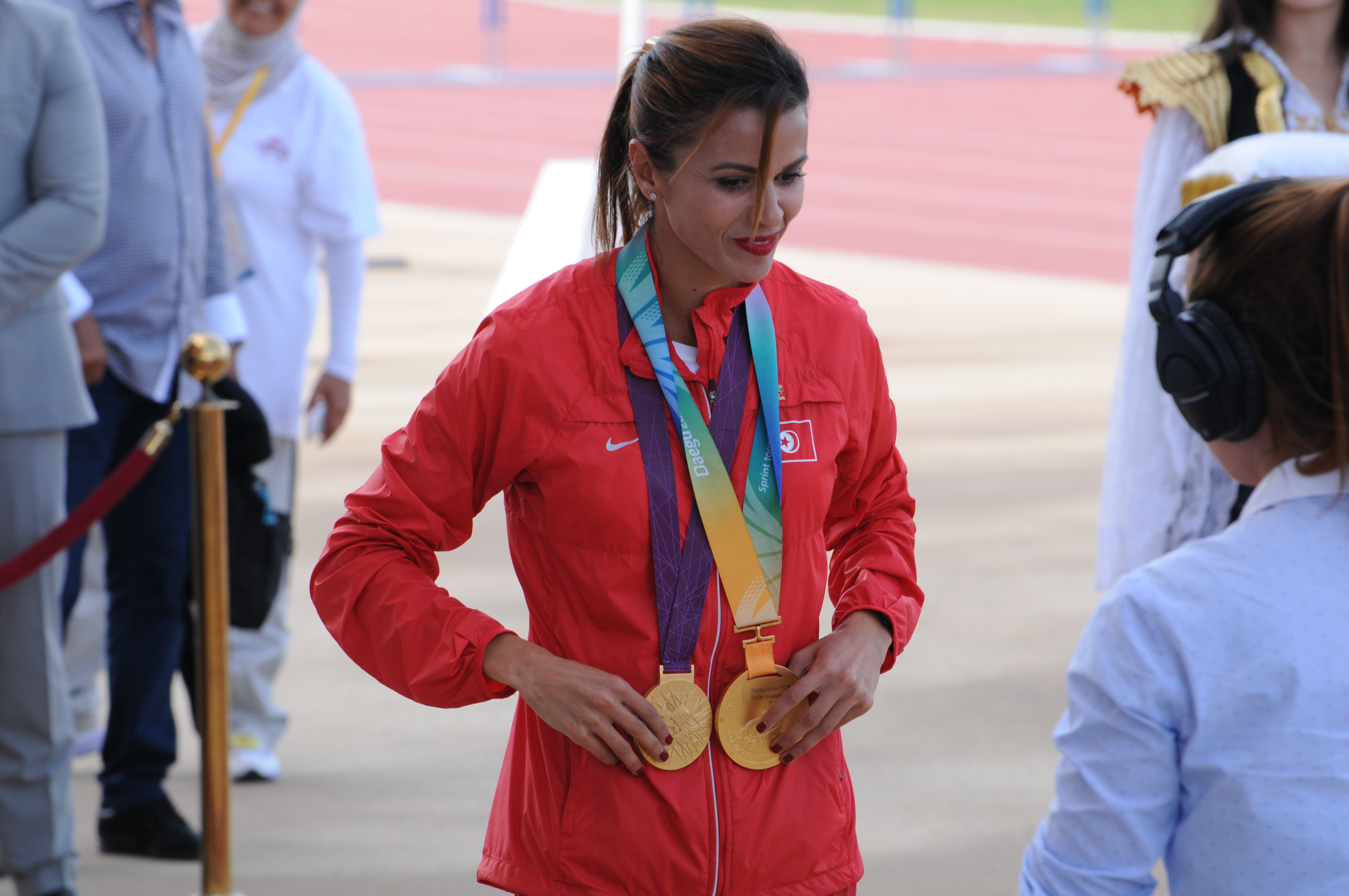
Habiba Ghribi, première sportive tunisienne médaillée.

Au 7 août 2024, onze athlètes tunisiens différents ont été médaillés aux épreuves des Jeux olympiques. Oussama Mellouli est, à ce jour, le sportif tunisien qui a le meilleur palmarès avec deux médailles d'or et une de bronze. Le record du nombre de médailles est détenu par l'athlète Mohammed Gammoudi avec quatre médailles dont une en or. Habiba Ghribi est la seule sportive tunisienne à être championne olympique.
| Rang  | Athlète                 | Discipline | Or | Argent | Bronze | Total |
| ----- | ----------------------- | ---------- | -- | ------ | ------ | ----- |
| 1     | Oussama Mellouli        | Natation   | 2  | 0      | 1      | 3     |
| 2     | Mohammed Gammoudi       | Athlétisme | 1  | 2      | 1      | 4     |
| 3     | Habiba Ghribi           | Athlétisme | 1  | 0      | 0      | 1     |
| 3     | Ahmed Hafnaoui          | Natation   | 1  | 0      | 0      | 1     |
| 3     | Firas Katoussi          | Taekwondo  | 1  | 0      | 0      | 1     |
| 6     | Mohamed Khalil Jendoubi | Taekwondo  | 0  | 1      | 1      | 2     |
| 7     | Farès Ferjani           | Escrime    | 0  | 1      | 0      | 1     |
| 8     | Habib Galhia            | Boxe       | 0  | 0      | 1      | 1     |
| 8     | Fathi Missaoui          | Boxe       | 0  | 0      | 1      | 1     |
| 8     | Inès Boubakri           | Escrime    | 0  | 0      | 1      | 1     |
| 8     | Marwa Amri              | Lutte      | 0  | 0      | 1      | 1     |
| 8     | Oussama Oueslati        | Taekwondo  | 0  | 0      | 1      | 1     |
| Total | Total                   | Total      | 6  | 4      | 8      | 18    |

### Porte-drapeaux
Le tableau ci-dessous dresse la liste des porte-drapeaux conduisant la délégation tunisienne lors des cérémonies d'ouverture des Jeux olympiques d'été auxquels le pays a participé.

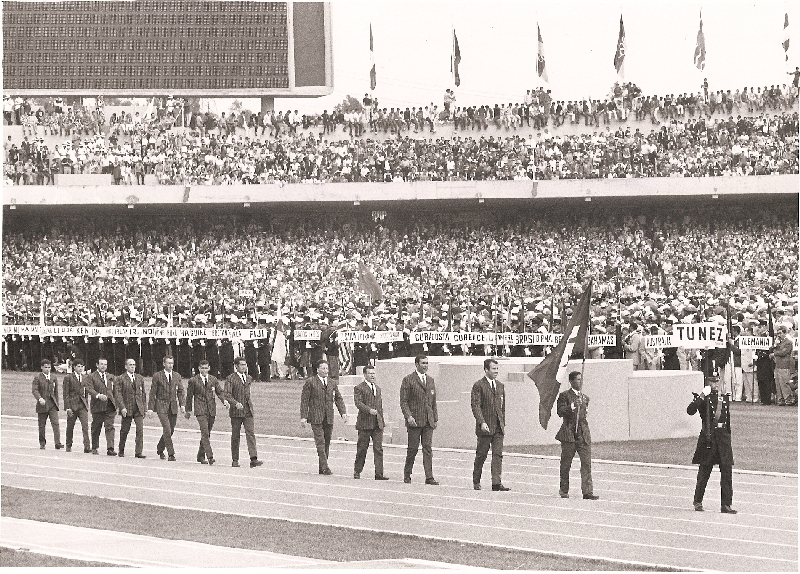
Défilé de la délégation tunisienne aux Jeux olympiques de 1968.

| Jeux             | Porte-drapeau           | Sport               |
| ---------------- | ----------------------- | ------------------- |
| Rome 1960        | Houcine Cherif Hammouda | -                   |
| Tokyo 1964       | Slaheddine Baly         | -                   |
| Mexico 1968      | Habib Galhia            | Boxe                |
| Munich 1972      | Salem Boughattas        | Athlétisme          |
| Montréal 1976    | Mohammed Gammoudi       | Athlétisme          |
| Los Angeles 1984 | Fethi Baccouche         | Athlétisme          |
| Séoul 1988       | Sofien Beltaief         | Tennis de table     |
| Barcelone 1992   | Fadhel Khayati (en)     | Athlétisme          |
| Atlanta 1996     | Skander Hachicha        | Judo                |
| Sydney 2000      | Omrane Ayari            | Lutte gréco-romaine |
| Athènes 2004     | Noureddine Hfaiedh,     | Volley-ball         |
| Pékin 2008       | Anis Chedly,            | Judo                |
| Londres 2012     | Heykel Megannem,        | Handball            |
| Rio 2016         | Oussama Mellouli,       | Natation            |
| Tokyo 2020       | Mehdi Ben Cheikh        | Volley-ball         |
| Tokyo 2020       | Inès Boubakri           | Escrime             |
| Paris 2024       | Salim Jemaï             | Canoë-kayak         |
| Paris 2024       | Khadija Krimi           | Aviron              |